# 서병호 (1938년)
서병호(徐炳浩, 1938년 6월 30일 ~ )는 대한민국의 언론인, 기업인이다.

## 약력
- 경상남도 부산시(현재의 부산광역시) 출생

### 학력
- 부산고등학교
- 서울대학교 사회학과 졸업

### 경력
- 동양통신 외신부 기자
- 중앙일보 외신부 기자
- 문화공보부 홍보기획담당관
- 주영국 대사관 공보관
- 국정홍보처 종합홍보실 실장
- 한국방송광고공사 사장
- JEI재능방송 부회장
- 2006년 제7대 방송채널사용사업자협의회 회장
- 2009년 ~ 2010년 4월 JEI 재능교육 대표이사

## 같이 보기
- 재능교육
- 방송채널사용사업자협의회